# Dobromira, Dolj
Dobromira este un sat în comuna Vârvoru de Jos din județul Dolj, Oltenia, România. Este o localitate situată la 24 km de Municipiul Craiova.
Legatura terestră pe șosea : Craiova(Ieșire Lunca Jiului)-(DJ 552)-Bucovăț -(DJ 552-DJ 552 A)-Criva - Vîrvoru de Jos (Ruptura) -(DC 99)- Dobromira.
Drumul DC 99 este modernizat pe distanța Vîrvoru de Jos - Dobromira. Sectorul de drum DC 99 ce leagă DJ 552 A de Dobromira este drum nemodernizat, pietruit.
 Acest articol despre o localitate din județul Dolj este deocamdată un ciot. Puteți ajuta Wikipedia prin completarea lui.